# Sara Ventura
Sara Ventura (Bologna, 12 marzo 1975) è una conduttrice radiofonica italiana.

## Biografia
Secondogenita di Anna Pagnoni e Rino Ventura, muove i primi passi nel mondo dello spettacolo facendo la video-giornalista per Sei Milano. Il suo secondo lavoro è stato ne Il processo del lunedì di Aldo Biscardi nel 1997. Nel 1999 conduce Videoone con Rosalinda Celentano e dj Roberto Onofri sulla syndication Supersix. Negli anni seguenti lavora in televisione come inviata per ¡Fuego! su Italia 1 e per La vita in diretta nel 2001 su Rai 1. Sara Ventura durante un periodo ha gestito il Satin, ristorante di sua sorella Simona, decide di intraprendere la sua prima esperienza radiofonica; nel 2002 quindi è ai microfoni di Rin insieme a Teo Mammucari e Giancarlo Ricci. L'anno successivo approda a RTL Television (ex Hit Channel) con un programma di cronaca rosa: Le Shampiste.
Nel 1999 partecipa al film La Grande Prugna per la regia di Claudio Malaponti con Enzo Iacchetti, Luciana Littizzetto e Natasha Stefanenko. In radio, tra i programmi che ha condotto sulle frequenze di RTL 102.5 dal 2004 si ricordano Week-End Revolution e Alan&Sara con il dj Alan Palmieri, Protagonisti con Francesco Perilli, Radio Angels con Jolanda Granato e Venite Già Mangiati. L'estate 2004 è segnata dalla sua partecipazione al Vodafone Radio Live, un tour itinerante per l'Italia con concerti e animazione in spiaggia sponsorizzato da Vodafone e da RTL 102.5. In veste di inviata speciale collabora alla prima edizione di 'Campioni, il sogno', il reality show sul calcio di Italia 1. Insieme all'amico DJ Angelo interpreta l'ironica sit-com Costangelo e Alesara nell'edizione 2004-05 di Quelli che aspettano, anteprima di Quelli che il calcio su Rai 2.
Fino a dicembre 2006 ha condotto insieme a Manuela Boldi il contenitore di gossip di RTL Television Le Shampiste. Dopo un anno di Quelli della radio con Andrea De Sabato (stagione 2006-2007), sempre su RTL 102.5, e alcuni mesi di Chi c'è c'è, chi non c'è non parla con Francesca Cheyenne (ottobre-dicembre 2007), a gennaio 2008 è tornata in coppia con De Sabato alla conduzione di Shaker, il weekend dalle 19 alle 21. Da maggio 2009, sempre in coppia con De Sabato, conduce Nessun Dorma in onda sabato e domenica da mezzanotte alle 3 e lunedì dall'1 alle 3.
Con l'inizio dei Mondiali 2010 conduce insieme ad Aldo Biscardi la trasmissione Fratelli d'iDahlia su Dahlia Sport. Dal 2011 al 2014 ha condotto la trasmissione La Famiglia - Giù al nord con Fernando Proce e Jennifer Pressman su RTL 102.5. Nel 2010 co-conduce anche Il processo di Biscardi con Aldo Biscardi su 7 Gold che aveva già co-condotto nel 1996-1997. Dal 2015 co-conduce la trasmissione calcistica Il Processo su 7 Gold.  
Nell'autunno del 2018 prende parte al reality di Rai 2 Pechino Express, con la coppia "Le Sare" insieme a Sarah Balivo, sorella della conduttrice Caterina Balivo.

## Vita privata
È stata sposata con Andrea Morri con il quale ha avuto un figlio. È anche la sorella minore della conduttrice Simona Ventura.

## Televisione
- Il processo di Biscardi (TMC, 1996-1997 7 Gold 2010-2012)
- Favolosamente (TMC, 1996)
- Videoone (Supersix, 1999)
- Fuego! (Italia 1, 2000)
- La vita in diretta (Rai 1, 2001) Inviata
- Campioni, il sogno (Italia 1, 2004) Inviata
- Quelli che li aspettano (Rai 2, 2004-2005)
- Fratelli d'iDahlia (Dahlia Sport, 2010)
- Il Processo (7 Gold, 2015-in corso)
- Pechino Express (Rai 2, 2018) Concorrente

## Radio
- Le Shampiste (RTL Television, 2003;2006)
- Week-End Revolution (RTL Television, 2004)
- Alan&Sara (RTL Television, 2004)
- Radio Angels (RTL Television, 2004)
- Venite già mangiati (RTL Television, 2004)
- Vodafone Radio Live (RTL 102.5, 2004)
- Quelli della radio (RTL 102.5, 2006-2007)
- Chi c'è c'è, chi non c'è non parla (RTL 102.5, 2007)
- Shaker (RTL 102.5, 2008)
- Nessun Dorma (RTL 102.5, 2009-in corso)
- La famiglia - Giù al nord (RTL 102.5, 2011-2014)